# هيميداكتيلوس سينجانجي
هيميداكتيلوس سينجانجي هو نوع من أنواع الوزغة الذي يتوطن أنغولا . 